# Exército pela Independência Kachin

Bandeira do Exército pela Independência Kachin.

Exército pela Independência Kachin (Kachin: ShangLawt Hpyen, birmanês:  ကချင် လွတ်မြောက်ရေး တပ်မတော်) é a ala militar da Organização pela Independência Kachin, um grupo político do povo kachin no norte de Mianmar (anteriormente Birmânia). Os kachins formam uma coalizão de seis tribos cuja nação abrange o território de Yunnan, na China, o nordeste da Índia e o estado de Kachin, em Mianmar.
O Exército pela Independência Kachin é financiado pela Organização pela Independência Kachin, que arrecada dinheiro através de impostos regionais e comércio de jade, madeira e ouro. O quartel-general do Exército pela Independência Kachin está em Laiza, no sul do estado de Kachin, perto da fronteira com a China. 
Em 2009, Thomas Fuller, do The New York Times, estimou o número de soldados ativos do Exército pela Independência Kachin em cerca de 4.000, divididos em cinco brigadas e uma brigada móvel. A maioria está estacionada em bases perto da fronteira com a China, em faixas de território mantidas pela Organização pela Independência Kachin.  Em outubro de 2010, os comandantes do Exército pela Independência Kachin declararam possuir "10.000 soldados regulares e 10.000 reservistas".  Em maio de 2012, o grupo tinha cerca de 8.000 soldados. Os membros do Exército Independente Kachin são em sua maioria cristãos.
O Exército pela Independência Kachin é designado como grupo terrorista pelo governo de Mianmar.